# Tezej in Minotaver (Canova)
Tezej in Minotaver je skulptura iz belega marmorja iz let 1781-1782 avtorja Antonia Canove, ki je zdaj v Muzeju Viktorije in Alberta v Londonu, ki jo je kupil leta 1962.
Delo je naročil Girolamo Zulian, beneški veleposlanik v Rimu in eden od Canovinih mecenov, ki mu je dal tudi marmorni blok zanj, eno njegovih prvih del po naselitvi v Rimu. Zulian je izbiro teme prepustil Canovi, ki mu je Canovin prijatelj Gavin Hamilton predlagal Tezeja takoj po umoru Minotavra iz Ovidovih Metamorfoz. Predmet je mišljen tudi kot razsvetljenska alegorija razuma, ki zmaga nad iracionalnostjo.
Njegova telesna in duhovna mirnost ter Tezejeva anatomija se neposredno nanašata na »plemenito preprostost in tiho veličino«, ki ju je sodobni umetnostni kritik Johann Joachim Winckelmann smatral za edinstveno značilnost helenistične umetnosti. Njegov dolg do te dobe umetnosti je tako velik, da so njegovi prvi gledalci sprva mislili, da gre za kopijo grškega izvirnika, in bili šokirani, ko so izvedeli, da gre za sodobno delo. Delo je bilo široko razširjeno prek gravure Raffaella Sanzia Morghena in je pripomoglo k uveljavljanju ugleda Canove.
Ko je bilo dokončano, je Zulian zapustil Rim in odšel v Konstantinopel in delo izročil Canovi, ki ga je prodal avstrijskemu zbiratelju grofu Moritzu von Friesu, ki ga je odnesel na Dunaj. Naslednjič ga je nekje pred letom 1822 pridobil Charles Vane, 3. markiz Londonderryjski, ki ga je postavil v svojo londonsko rezidenco Londonderry House, najverjetneje nekje v 1820-ih. Ostala je tam, dokler ni bila vsebina te hiše prodana tik pred njenim rušenjem v 1960-ih, ko jo je kupil sedanji lastnik za 3000 funtov, od katerih je tretjino zagotovil nacionalni sklad za umetniške zbirke.